# نعوم فایق
نعوم الیاس یعقوب بالاخ (آرامی: ܢܥܘܡ ܦܐܝܩ؛ فوریهٔ ۱۸۶۷ – ۵ فوریهٔ ۱۹۳۰) معروف به نعوم فایق از پدران ملی‌گرایی آشوری در اوایل سده بیستم بود. او در شهر دیاربکر به دنیا آمد و در تمام عمر آموزگار و معلم بود.